# Adrián de la Garza Santos
Adrián Emilio de la Garza Santos (Monterrey, Nuevo León; 17 de septiembre de 1971) es un abogado y político mexicano, actual presidente municipal de Monterrey, Nuevo León, desde el 1 de octubre de 2024. Fue el primer presidente municipal en la historia de la ciudad en ser electo de forma democrática para un segundo periodo posterior inmediato. Fue también presidente de la Conferencia Nacional de Seguridad Pública Municipal y procurador general de Justicia de Nuevo León. Actualmente es presidente de la Conferencia Nacional de Municipios de México (CONAMM).

## Biografía
Nació el 17 de septiembre de 1971 en el municipio de Monterrey, en el estado de Nuevo León, estudió la carrera de Licenciado en Derecho y Ciencias Sociales en la Universidad Autónoma de Nuevo León y posteriormente obtuvo el título de Maestro en Ciencias Penales por la misma casa de estudios. Cuenta también con un Diplomado en Juicios Orales y un Diplomado en Desarrollo y Administración de Sistemas de Inteligencia y Estrategia por la Escuela de Graduados en Administración Pública del Tecnológico de Monterrey.
Es hijo de Filiberto de la Garza de la Garza, quien fuera procurador general de Justicia de Nuevo León de 1977 a 1979.
En los años noventa, en la Policía Judicial de Nuevo León se desempeñó como asesor del subdirector jurídico y secretario particular del director. Posteriormente fue juez calificador y asesor del subdirector jurídico de la Dirección General de Seguridad Pública del Estado y secretario particular del director general de Seguridad Pública del Estado.
Inició sus labores en la Procuraduría General de Justicia de Nuevo León como meritorio en diversas agencias del Ministerio Público, alcanzando el mando de la Dirección de Averiguaciones Previas y posteriormente de la Agencia Estatal de Investigaciones. También fue secretario particular del procurador general de Justicia del Estado.

## Procurador de Justicia

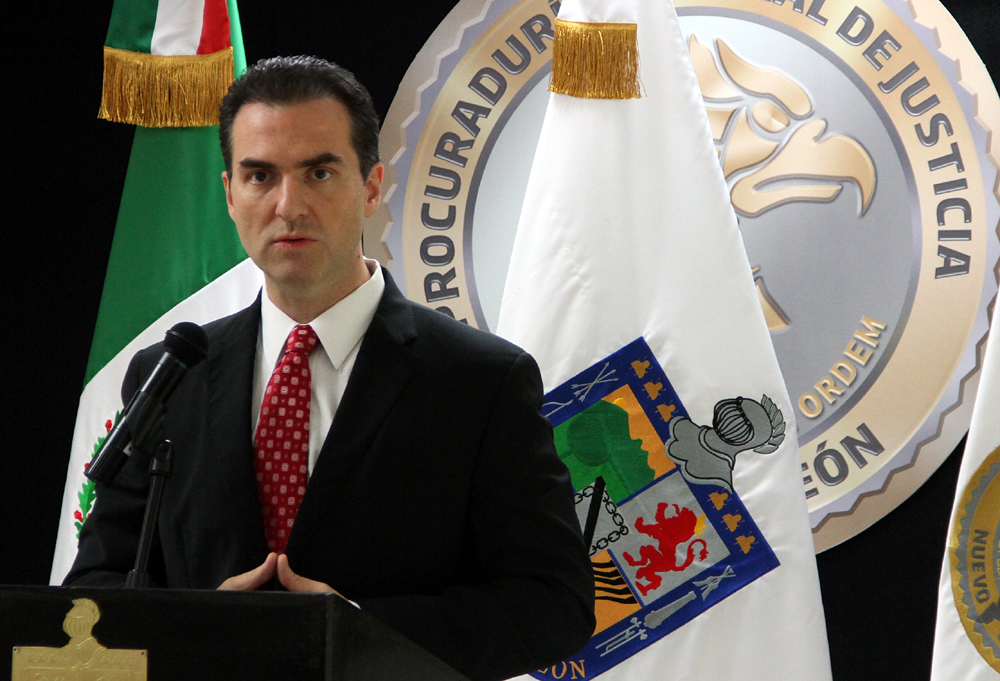
Adrián de la Garza como procurador general de Justicia de Nuevo León

El 3 de febrero de 2011, el Gobernador de Nuevo León, Rodrigo Medina de la Cruz anunció que sometería a consideración del Congreso del Estado la propuesta de Adrián de la Garza Santos como nuevo titular de la Procuraduría General de Justicia de Nuevo León. Siete días después, el Congreso de Nuevo León sesionó de forma extraordinaria y ratificó de forma unánime su nombramiento.
Bajo su dirección se reestructuró la Procuraduría General de Justicia de Nuevo León para crear tres fiscalías regionales: norte, centro y sur; se puso en marcha la Alerta AMBER en el estado; se presentaron nuevos uniformes de agentes y peritos de la Procuraduría; se publicó la nueva ley orgánica de la procuraduría estatal; y se creó el Grupo Especializado en Búsqueda Inmediata. También durante su administración se inició la remodelación del edificio de la Agencia Estatal de Investigaciones.
De marzo de 2014 hasta el momento de su renuncia, fungió como Secretario Ejecutivo del Gabinete de Seguridad del Estado de Nuevo León. Fue representante de la Conferencia Nacional de Procuración de Justicia ante el Consejo de Coordinación para la Implementación del Sistema de Justicia Penal.
En 2011, al iniciar su gestión como procurador, el estado Nuevo León tenía una crisis de seguridad relacionada al enfrentamiento entre bandas del crimen organizado. En su administración como procurador, el robo de vehículos bajó en un 86%, los homicidios disminuyeron en 80%, el robo casa habitación bajó en 33% y el robo a negocio disminuyó en 61%.
Presentó su renuncia a la Procuraduría el 24 de enero de 2015 para participar en el proceso interno de selección de candidato a Alcalde de Monterrey del Partido Revolucionario Institucional.

## Controversias

### Torturas y desapariciones forzadas
Durante la administración como procurador de Justicia y director de la Agencia Estatal de Investigaciones (policía ministerial), la Comisión Estatal de Derechos Humanos de Nuevo León confirmó que había solapado más de 100 torturas cometidas por sus policías, lo que colocó a Nuevo León como la entidad con mayor tortura policial en todo el país, superando incluso a Tamaulipas, Michoacán y Guerrero. Incluso la ONU reconoció que durante su gestión como procurador se cometió tortura policial e incluso desaparición forzosa de ciudadanos como el caso de Roy Rivera, estudiante universitario que fue desaparecido por la misma policía. También declaró a la Procuraduría como responsable de no haber buscado ni investigado la desaparición del joven estudiante. Ante ello, la ONU envió investigadores para tener más información, sin embargo a sus enviados les fue negado el acceso a las instalaciones de la Agencia Estatales de Investigaciones. Estas prácticas de tortura, incluso durante su campaña a Alcalde de Monterrey, fueron denunciadas pues la policía ministerial agredió a Daniel Cruz, asesor de su contrincante Iván Garza, quien levantó una acusación por dicha situación.

### Vínculos con narcotráfico
En 2009, durante su administración como director de averiguaciones previas de la procuraduría estatal, el ejército mexicano detuvo a integrantes de Los Zetas en Monterrey y se les confiscó un documento con nombres, apodos y cantidades de dinero entregadas a dichas personas; su nombre era uno de los que aparecía como beneficiados con dinero por parte del grupo criminal.
Años después, octubre de 2016, su nombre fue parte de la lista de políticos relacionados al narcotráfico, en las que se encuentra también por el mismo caso el exgobernador Humberto Moreira. La policía española lo vinculó al Cártel de Los Zetas por haber sido uno de los contactos políticos de Juan Manuel Muñoz Luévano, alias “Mono” Muñoz, quien se encuentra preso en Europa por lavado de dinero y tráfico de drogas. La relación habría tenido lugar cuando Adrián de la Garza fue procurador de Justicia de Nuevo León y fue ratificada mediante numerosas intervenciones telefónicas grabadas a Muñoz durante varios años.

### Corrupción y opacidad
Durante sus cinco años como Alcalde de Monterrey enfrentó varios escándalos de corrupción y opacidad, lo que según la plataforma de evaluación ciudadana “Alcalde, ¿cómo vamos?”, lo llevó a convertirse durante un par de años como el gobierno más corrupto de la zona metropolitana de Monterrey. Entre los actos reportados están el intento de compra a modo, sin licitación ni transparencia, de motocicletas marca Harley Davidson para uso policial, y de las cámaras de seguridad del municipio; el nulo cumplimiento de las leyes de transparencia y acceso a la información de su programa “Vialidades regias”; la contratación de funcionarios inhabilitados por corrupción durante el sexenio de  Rodrigo Medina; la incorporación en la nómina municipal de personas que cobraban sueldo sin trabajar; y la recepción de favores de parte de los empresarios de la construcción a cambio de contratos, licencias y usos de suelo que dependían del municipio gobernado por de la Garza.

### Casinos
Durante su gestión como procurador fue cuestionado por haber sido omiso al investigar la tragedia del casino Royale permitiendo que el dueño del negocio huyera del país y prohibiendo la participación de familiares de las víctimas en las inspecciones por las instalaciones, y por tener un conflicto de intereses en la investigación contra los casineros al ser su hermano Filiberto socio y/o representante legal de casinos cuestionados como Miravalle, Hollywood, Foliatti y Red. Como Alcalde de Monterrey permitió la apertura de nuevos casinos y la reapertura de otros que estaban sin operar, en su mayoría ligados o representados legalmente por el despacho de su hermano Filiberto de la Garza Investigaciones periodísticas encontraron que las aperturas fueron producto de licencias ilegales que fueron duplicadas o alteradas en su uso de suelo o folio.

### Ausencias laborales
Durante su segunda administración como Alcalde de Monterrey fue descubierto viajando con rumbo a Las Vegas en jet privado en día y horario laborales. Al ser cuestionado, negó dicho viaje pero, posteriormente, cambió su versión y lo aceptó. Después al ser interrogado sobre la propiedad del avión, por la investigación de un posible delito, entregó distintas versiones para al final reconocer la propiedad del jet en su hermano Filiberto. También en múltiples ocasiones fue encontrado en días y horarios laborales en el gimnasio.

### Irregulares en desarrollo urbano
Durante su administración como Alcalde fue señalado en múltiples ocasiones por casos de corrupción en desarrollo urbano, que se tradujeron en la muerte de doce personas; así como por haber permitido una red de extorsión con inspectores municipales que cobraban derecho de piso a vendedores ambulantes o que recibían dinero a cambio de omisión en sus tareas para permitir continuaran construcciones irregulares. El primer caso fatal de corrupción en desarrollo urbano se dio en 2017 cuando se formó un socavón de cuatro metros de profundidad en una de las principales vialidades de Monterrey y un automóvil con una familia de cinco personas cayó dentro de él, cuatro de ellas lograron escapar pero una de ellas fue tragada por el drenaje pluvial, su cuerpo sin vida se encontró días después; el socavón fue producido por una mala obra de drenaje pluvial realizada por su administración. Un mes después del socavón, cuatro viviendas de la colonia Antigua del oriente de Monterrey se derrumbaron debido a una construcción aledaña que operaba sin permiso de construcción y que no fue observada por los inspectores municipales, fueron rescatadas cinco personas: cuatro sin vida y un lesionado. Un año después, en 2018, colapsó la construcción de un centro comercial que dejó como saldo siete personas muertas y catorce heridos, dicha construcción operaba también en la clandestinidad sin que fuera suspendida por el municipio.

## Alcaldía de Monterrey

### Elecciones de 2024

#### Monterrey
|  | 37.40 % |

|  | 30.72 % |

|  | 13.87 % |

|  | 11.23 % |

|  | 1.93 % |

|  | 1.55 % |

|  | 0.13 % |

|  | 96.85 % |

|  | 3.12 % |

|  | 59.99 % |

### Elecciones de 2015
A mediados de 2014, los medios de comunicación lo mencionaban como posible candidato del PRI a Gobernador al aparecer en segundo lugar de preferencia en las encuestas realizadas Sin embargo, tras dos reuniones entre los aspirantes, se decidió que la abanderada del partido a la gubernatura de Nuevo León sería Ivonne Álvarez García.
El 15 de enero de 2015, el PRI emitió la convocatoria para el registro de los aspirantes a precandidatos a alcaldías en el estado de Nuevo León y diputaciones locales. Una semana después, la senadora Marcela Guerra, quien era una de los precandidatos a la Alcaldía de Monterrey, anunció su declinación a favor de Adrián de la Garza. Al día siguiente de presentar su renuncia a la Procuraduría, se registró como aspirante a precandidato a Alcalde de Monterrey.
El 27 de febrero fue designado candidato a la alcaldía de Monterrey por su partido mediante una convención de delegados. El 2 de marzo se registró ante la Comisión Estatal Electoral de Nuevo León como candidato de la Alianza por tu Seguridad conformada por los partidos Revolucionario Institucional, Verde Ecologista, Nueva Alianza y Demócrata.
De acuerdo a las encuestas que se difundieron durante el proceso, Adrián de la Garza aparecía como candidato puntero a la Alcaldía de Monterrey.
Las elecciones locales en Monterrey, se llevaron a cabo el 7 de junio de 2015 en el cual, conforme al cómputo final emitido por la Comisión Electoral Municipal, participó un 59.7% de los ciudadanos inscritos en el padrón electoral, equivalente a 539,686 votos emitidos. Dicha votación estuvo distribuida de la siguiente manera: Adrián de la Garza con 185,868 votos (34.440%); Iván Garza con 142,832 votos (26.466%); Patricio Zambrano con 109,229 votos (20.239%); Valente Vázquez con 42,014 votos (7.785%); Yamilett Orduña con 18,276 votos (3.386%); Enrique Barrios con 14,326 votos (2.655%) y Jackeline Montfort con 5,452 votos (1.010%). Así, después de que la ciudad había sido gobernada por el PAN por 9 años consecutivos, el PRI recuperó la capital del estado de Nuevo León.
Cuatro días después de la jornada electoral, se declaró la validez de la elección y se le entregó la constancia de mayoría para fungir como Presidente Municipal de Monterrey del 31 de octubre de 2015 al 30 de octubre de 2018.

### Primer gobierno
El 31 de octubre de 2015 toma protesta como Alcalde de Monterrey en el Palacio Municipal. En ese mismo día designó a varios secretarios ante el Cabildo.
En febrero de 2016 fue designado como consejero del Banco Nacional de Obras y Servicios Públicos y en agosto de 2016 como Presidente de la Conferencia Nacional de Seguridad Pública Municipal.
En materia de seguridad transformó a la Policía de Monterrey en una policía cercana e inteligente mediante la capacitación y certificación de los elementos y la adquisición de equipo de tecnología. También creó la Guardia Auxiliar Municipal y el Sistema de Seguridad e Inteligencia con el que instaló más de dos mil cámaras de video en distintos puntos del municipio, siendo éstas las primeras cámaras de seguridad en la ciudad y convirtiéndose en el primer municipio del país en contar con su propia red de fibra óptica. Recibió 29 patrullas para vigilar la ciudad y al momento de finalizar su primer periodo el municipio contaba con más de 500 nuevas unidades equipadas con tecnología de punta. Además remodeló la armería y el stand de tiro.
A principios de 2016 anunció el programa Vialidades Regias para rehabilitar las principales vialidades de la ciudad que se encontraban en mal estado, meses más tarde amplió el programa para rehabilitar calles en el interior de las colonias. En su primer periodo como alcalde, rehabilitó 5.1 millones de metros cuadrados de calles y avenidas, esto representa más que lo rehabilitado en conjunto por las tres administraciones que lo antecedieron. También realizó la renovación del total de las luminarias de la ciudad para actualizar su tecnología.
Inició la construcción de un cuarto carril en la carretera nacional 85 en el tramo de Monterrey y el desarrollo de cinco distritos urbanos: Distrito Tec, Distrito Purísima-Alameda, Distrito Norte, Distrito Médico Loma Larga, Distrito Médico UANL y el Distrito Campana Altamira. Implementó el programa Transformando Monterrey con el cual se trabajó dentro de las colonias marginadas del municipio y que es identificado por la pintura colorida de 15 mil viviendas.
Su gobierno fue reconocido por la reducción de la deuda municipal que recibió, así como por su buen manejo financiero mejorando en indicadores de calificadoras internacionales como Standard & Poor’s, HR Ratings y Moody’s. También fue reconocido como el gobierno municipal más transparente de Nuevo León y el segundo a nivel nacional. Durante su gestión, el estudio Doing Business ubicó al municipio con el primer lugar nacional en facilidad para hacer negocios y por su avance en la calidad y eficiencia para facilitar la apertura de empresas.
En abril de 2018, solicitó licencia por un periodo de tres meses para contender nuevamente por la Alcaldía. Concluyó su primer mandato el 30 de octubre de 2018. Terminado su primer gobierno y al no haber Alcalde Electo, un Concejo Municipal asumió el gobierno de forma provisional.

### Elecciones 2018
A inicios del 2018, mediante un video en sus redes sociales, anunció su intención de participar en las elecciones de ese año para buscar un nuevo periodo en la Alcaldía. Inició campaña el 29 de abril de ese mismo año con la propuesta de buscar el control total de la vigilancia del municipio pues ésta se encuentra dividida en zonas de responsabilidad entre la Policía de Monterrey y la Fuerza Civil del Gobierno del Estado.
En distintas encuestas que se difundieron durante el proceso, Adrián de la Garza aparecía como candidato puntero a la Alcaldía.
Las elecciones se llevaron a cabo el 1 de julio, resultando ganador su competidor, el panista Felipe de Jesús Cantú, con el 29.18% de los votos, contra su 28.29% que le representaba la derrota por más de 4 500 votos. Pese a ello, impugnó la elección en el Tribunal Electoral de Nuevo León que decidió anular casillas que le favorecían al Partido Acción Nacional, revirtiendo así el resultado y otorgándole la Alcaldía a De la Garza, la decisión fue cuestionada por conflicto de intereses de los magistrados electorales, principalmente del presidente del tribunal, Gastón Enríquez, ya que su esposa había sido contratada por Adrián de la Garza cuando éste era procurador, y adicionalmente el propio magistrado había sido socio de uno de los hermanos de De la Garza. La decisión del tribunal local fue considerada ilegal y fue revertida por la sala regional del Tribunal Federal Electoral que devolvió el triunfo al panista Felipe Cantú. Nuevamente, de la Garza se inconformó con el resultado, y la máxima sala del tribunal federal determinó anular la elección, debido a la falta de certidumbre en los resultados ya que se había roto la cadena de custodia de los paquetes electorales.
Debido a la anulación, se convocó a comicios extraordinarios con la participación de los mismos candidatos. Por ello, inició de nueva cuenta campaña el 5 de diciembre. Durante el último debate de la contienda la candidata Ana Villalpando declinó su candidatura para apoyarlo. La jornada electoral se realizó el 23 de diciembre. Conforme al cómputo final de la Comisión Electoral Municipal los resultados son los siguientes: Adrián de la Garza con 128,015 votos (41.22%); Felipe Cantú con 122,093 votos (39.31%); Patricio Zambrano con 45,166 votos (14.54%); Adalberto Madero con 3,118 votos (1.00%); Sandra Pámanes con 2,003 votos (0.64%); Iván Garza con 1,608 votos (0.51%); Pedro Alejo Rodríguez con 899 votos (0.28%); Ana Villalpando con 581 votos (0.18%) y Jesús Alberto Abascal con 251 votos (0.08%). El resultado de la elección fue ratificado de forma unánime por el Tribunal Estatal Electoral de Nuevo León y el Tribunal Electoral del Poder Judicial de la Federación.

### Segundo gobierno
El 30 de enero de 2019 inicia su segundo mandato como alcalde de Monterrey en el Palacio Municipal. Es el primer Alcalde en la historia de la ciudad en ser reelecto democráticamente para un segundo mandato posterior inmediato y el segundo en toda la historia democrática en ser reelecto democráticamente, solo después de Leopoldo González Sáenz.
En las primeras semanas de su segundo mandato logró la mejora crediticia del gobierno municipal por parte de Standard & Poor's y HR Ratings; y creó una nueva secretaría municipal dedicada a la mejora de la infraestructura vial.